# 扎格斯台苏木
扎格斯台苏木古稱札哈蘇臺，是中华人民共和国内蒙古自治区锡林郭勒盟正蓝旗下辖的一个苏木。
2012年1月20日，内蒙古自治区人民政府批复同意从那日图苏木划出部分区域，设置扎格斯台苏木，辖巴彦乌楞、希热图、巴彦宝拉格、巴彦杭盖、巴彦淖尔、赛罕淖尔、呼格吉勒图7个嘎查，驻扎格斯台。

## 行政区划
扎格斯台苏木下辖以下村级行政区划单位：
赛罕淖尔嘎查、希热图嘎查、呼格吉勒图嘎查、巴彦乌楞嘎查、巴彦宝拉格嘎查、巴彦杭盖嘎查和巴彦淖尔嘎查。